# Canale 11 (Emilia-Romagna)
Canale 11 è stata una rete televisiva locale dell'Emilia-Romagna, con sede a Imola ed edita dal gruppo televisivo gestito da Videoregione. Sebbene sia stata una rete di tipo generalista, essa ha trasmesso quasi esclusivamente programmi dediti al clima informativo romagnolo.

## Storia
La rete inizia le proprie attività nel 1986 su iniziativa del piccolo imprenditore Tiziano Tampellini e sulle ceneri di Tele Alta Romagna e di Tele Imola (la quale cesserà le proprie attività nel 1994 a seguito della concessione mancata da parte del Ministero delle poste e delle telecomunicazioni). Sino dall'inizio, la rete è stata ricevuta sulla frequenza UHF 62 fino ai comuni limitrofi a Bologna, Imola e Lugo e la propria programmazione si è basata sui programmi autoprodotti, i quali occupano circa 16 ore del proprio palinsesto giornaliero, quali il telegiornale locale e la rassegna stampa, limitati alle sole città di Imola, Faenza e Lugo. Dal 2006 la rete trasmette occasionalmente alcuni programmi prodotti da Tele Vallata, web-tv con sede a Borgo Tossignano Dal 2011, in seguito allo switch-off della televisione digitale terrestre dell'Emilia-Romagna (escluse le province di Parma e Piacenza), la rete trasmette esclusivamente sul LCN 11, il cui segnale raggiunge le case di 2,3 milioni di teleutenti residenti nelle province di Bologna, Ferrara, Ravenna, Forlì-Cesena e Rimini. Dal 16 marzo 2017 sparisce dagli schermi il famoso gattino nel tasto 11 e dà spazio a Teleromagna (TR24); Tampellini ha venduto il canale a Teleromagna, quindi la seconda rete di Tampellini dopo Videoregione esce definitivamente dalla scena.

## Programmazione

### Informazione
- Diretta 11